# Песочня (Смоленская область)
Песочня — деревня в Вяземском районе Смоленской области России. Входит в состав Ермолинского сельского поселения. Население — 2 жителя (2007). 
Расположена в восточной части области в 24 км к северо-востоку от Вязьмы, в 0,5 км южнее автодороги М1 «Беларусь», на берегу реки Касенка. В 7 км севернее деревни расположена железнодорожная станция Туманово на линии Москва — Минск. 
| 2015 |
| ---- |
| 5    |

## История
В годы Великой Отечественной войны деревня была оккупирована гитлеровскими войсками в октябре 1941 года, освобождена в марте 1943 года. 